# Ouésso

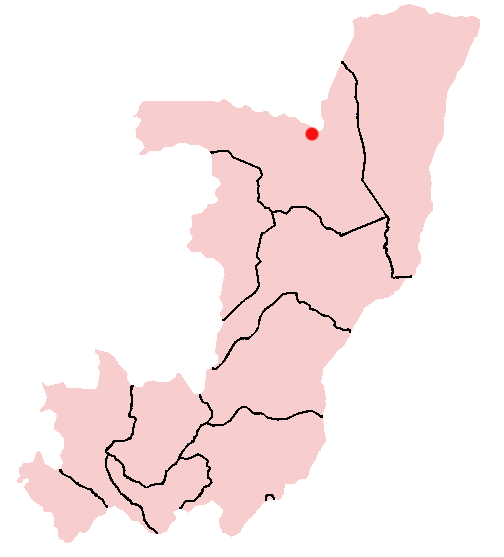
Położenie na mapie kraju

Ouésso – miasto w północnej części Konga, położone nad rzeką Sangha. Siedziba rzymskokatolickiej diecezji Ouésso. Stolica regionu Sangha. W 2005 zamieszkiwało je około 24 300 osób.